# Belva Plain
Belva Plain (nascida a 09 de outubro de 1919 na Cidade de Nova Iorque falecida em 12 de outubro de 2010) é uma autora estadunidense de best-sellers de ficção mais direccionada para as mulheres.

## Biografia
Belva Plain é da terceira geração americana que foi levantada na cidade de Nova York. Ela graduou-se no Barnard College com uma licenciatura em História e já morou no Short Hills, secção de Millburn, Nova Jersey. 
Antes da invasão de publicação, Belva Plain escreveu histórias curtas para revistas enquanto criava os seus três filhos. O seu primeiro romance, Evergreen, foi publicado em 1979. Ele superou o New York Times bestseller lista por 41 semanas e foi feita uma mini-série para televisão. A partir de 2004, havia mais de 25 milhões de cópias dos seus romances em mais de vinte e traduzido em 23 línguas. Por não possuir um computador, Plain escreve todos os seus romances à mão sobre uma almofada amarela. 
Plain foi casada com o seu marido, Irving Plain, durante quarenta anos. Ele morreu em 1982.